# Cap de la Chèvre
Cap de la Chèvre (Bretons: Kab ar C'havr) is het zuidelijkste punt van het schiereiland van Crozon, in het Franse departement Finistère in Bretagne. De kaap is gericht op het zuiden en ligt tegenover de noordelijke kant van Cap Sizun. De kaap sluit zo de baai van Douarnenez af van de Iroise.
Deze landtong bestaat uit heide en zeedennen en heeft een woest uiterlijk en een prachtig landschap, samen met verschillende kleine dorpjes met stenen huizen die typisch zijn voor de regio. Aan het einde van de landtong kun je bij mooi weer Cap Sizun, Île de Sein, de baai van Douarnenez, Pointe de Pen-Hir, Pointe Saint-Mathieu en de eilanden Ushant en Molène zien liggen.
Binnenkort worden er weer schapen uitgezet op de Cap de la Chèvre, om de heidevelden van het Conservatoire du littoral in stand te houden.